# 南光ヒマワリ畑
南光ヒマワリ畑（なんこうヒマワリばたけ）は、兵庫県佐用郡佐用町南光地区に所在するヒマワリ群。

## 概要

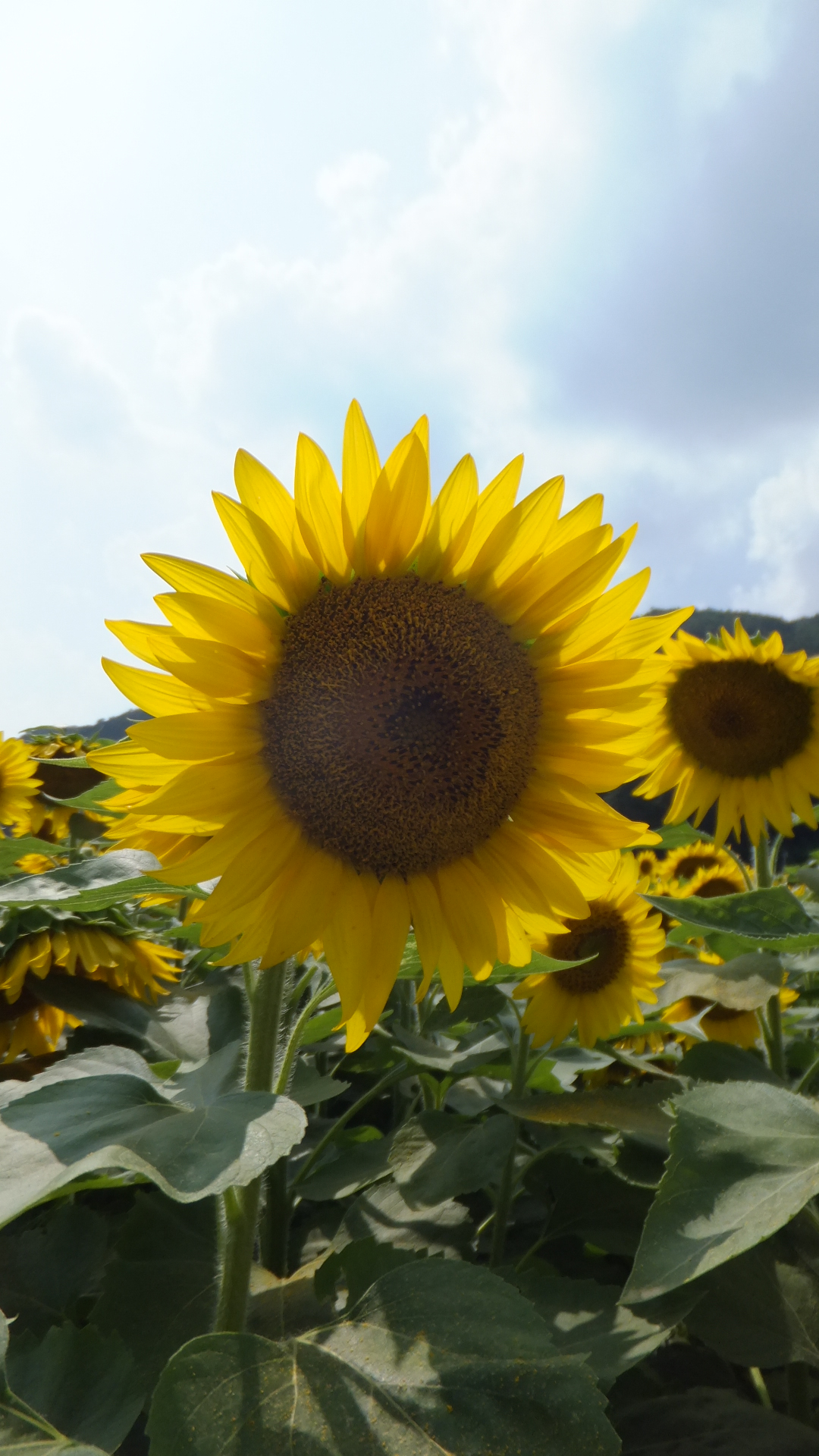
南光ヒマワリ畑に咲いているヒマワリの様子

- 佐用町南光地区は「ひまわりの町」と呼ばれている位、ヒマワリの栽培が盛んである。その中で南光地区内を通過する兵庫県道53号宍粟下徳久線・鳥取県道・兵庫県道72号若桜下三河線沿いに咲いているひまわり油に加工される目的で栽培されているヒマワリであるサンフラワーが咲いているヒマワリ群は毎年夏になったら、イベントが開催される程認知されている。[1][2]

### ヒマワリ畑の概要
- 毎年7月上旬から8月上旬にかけて、南光地区の六か所で時期をずらしてその地域に居住している農家によって栽培されている。[1][3]

| 地区名            | 植樹面積(ha・2012年現在) | 開花時期 | 最寄住所(表記は佐用町○○)           | 備考                                             |
| ----------------- | ------------------------ | -------- | ---------------------------------- | ------------------------------------------------ |
| 宝蔵寺            | 4.6                      | 7月上旬  | 宝蔵寺134-3 （宝蔵寺公民館）       |                                                  |
| 漆野 （段集落）   | 2.1                      | 7月上旬  | 漆野48-2 （漆野公民館）            |                                                  |
| 東徳久            | 4.1                      | 7月中旬  | 林崎839 （南光スポーツ公園）       | 時期中に佐用町南光ひまわり祭りが開催されている。 |
| 林崎              | 6.8                      | 7月下旬  | 林崎839 （南光スポーツ公園）       | 時期中に佐用町南光ひまわり祭りが開催されている。 |
| 西下野            | 3.4                      | 8月上旬  | 西下野156-1 （西下野多目的集会所） |                                                  |
| 漆野 （本村集落） | 3.1                      | 8月上旬  | 漆野48-2 （漆野公民館）            |                                                  |

## 歴史
- 1990年（平成2年） - ひまわり祭りを初めて開催する。[3]
- 1991年（平成3年） - 美しい日本のむら景観百選に選定された(農林水産省)[4]

## 祭事・催事
- 佐用町南光ひまわり祭り

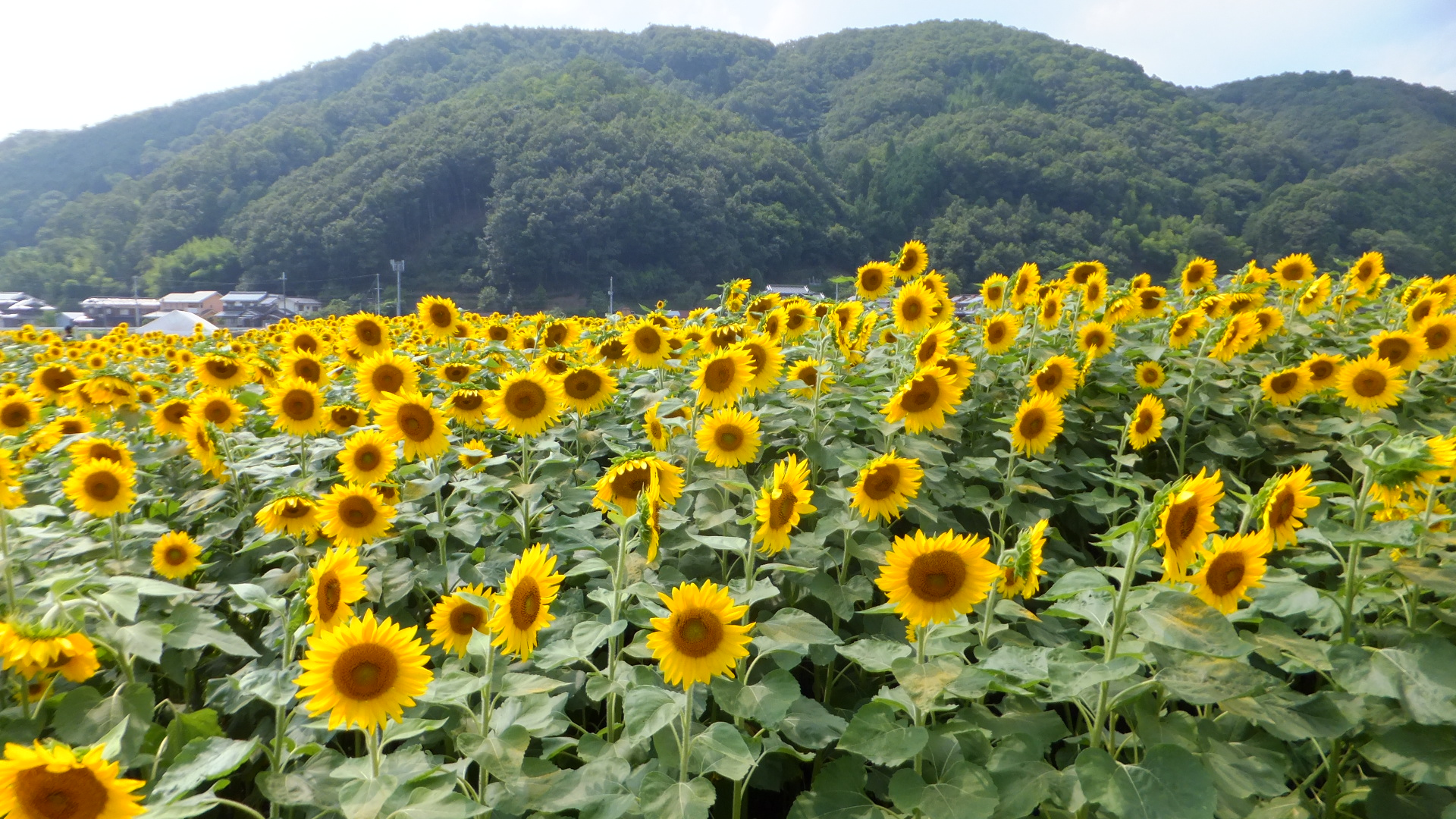
佐用町南光ひまわり祭りで群生しているヒマワリ群

  - 7月中旬から8月上旬にかけて林崎・東徳久地区の南光スポーツ公園周辺で開催される。世界のひまわり園・「ひまわり迷路」などのアトラクション・「物産テント村」と呼ばれる地場産業の特産品と農産物の販売が行われている。南光スポーツ公園内に駐車場がある。[1][2]

- ひまわりオイルサミット
  - 2016年（平成28年）7月22日に「第1回ひまわりオイルサミットｉｎさよう」が南光スポーツ公園「ひまわりドーム」で開かれた。共催は島根県出雲市、香川県まんのう町[5][6]。

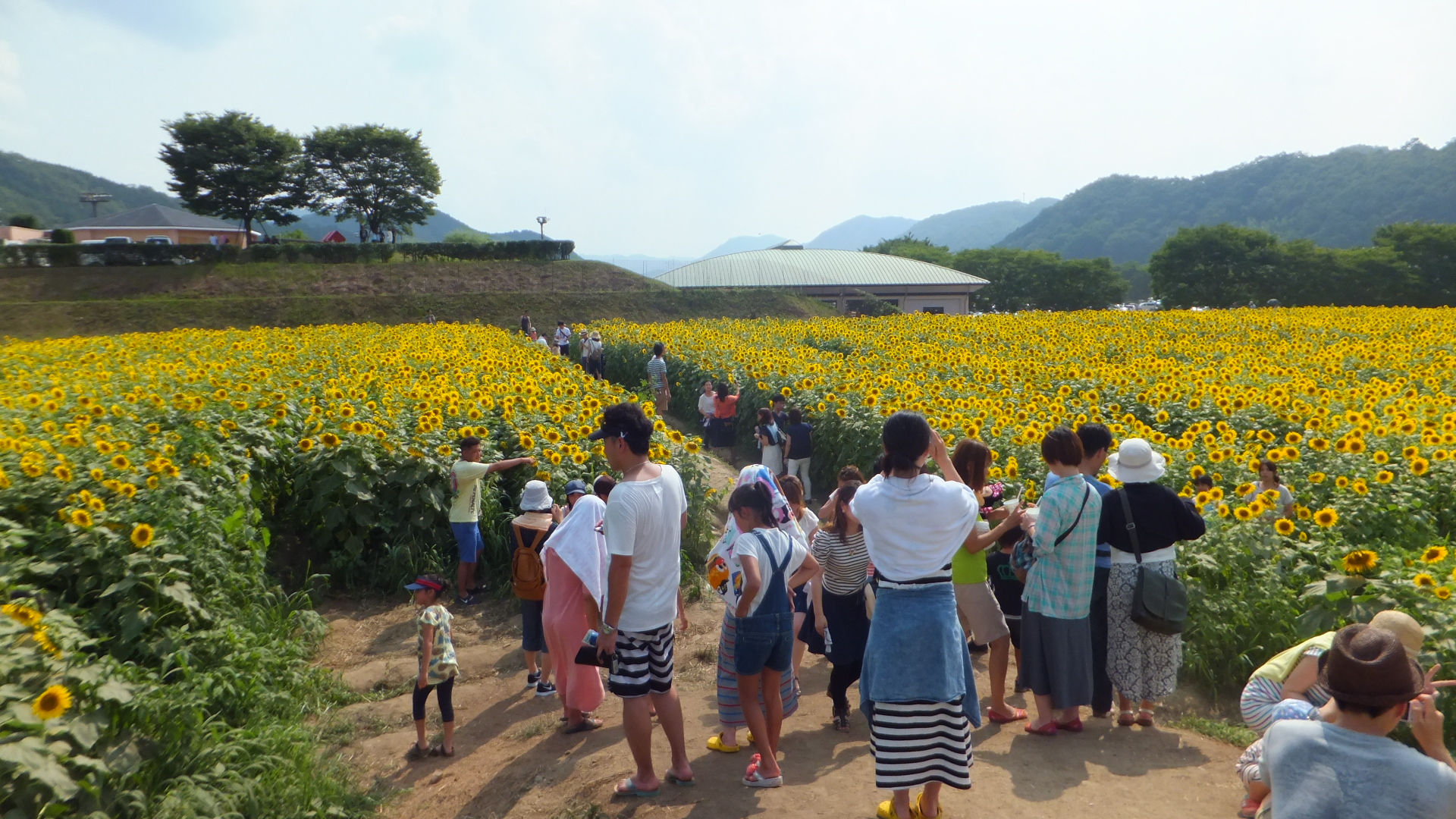
観光客の様子
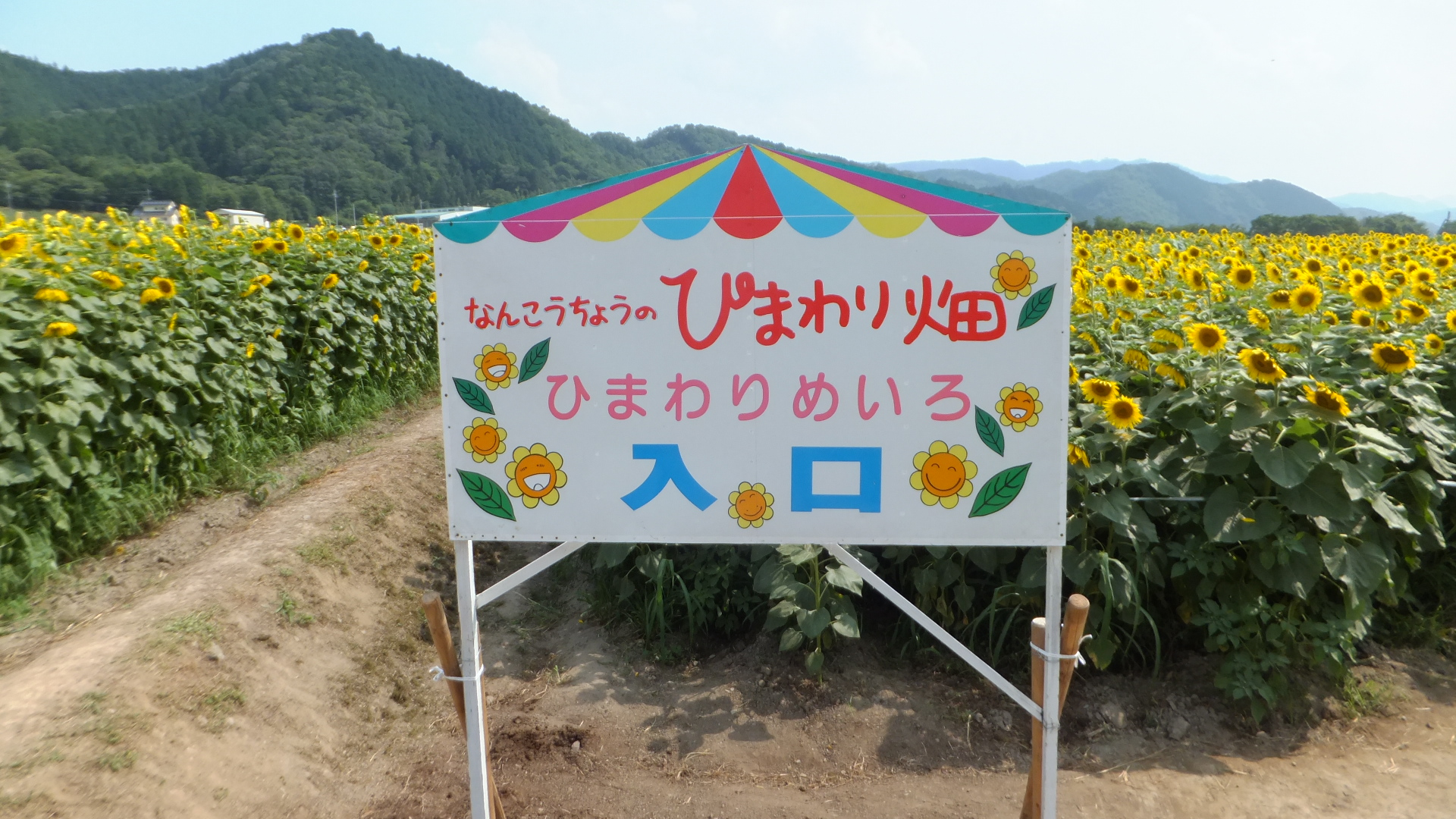
ひまわりめいろ
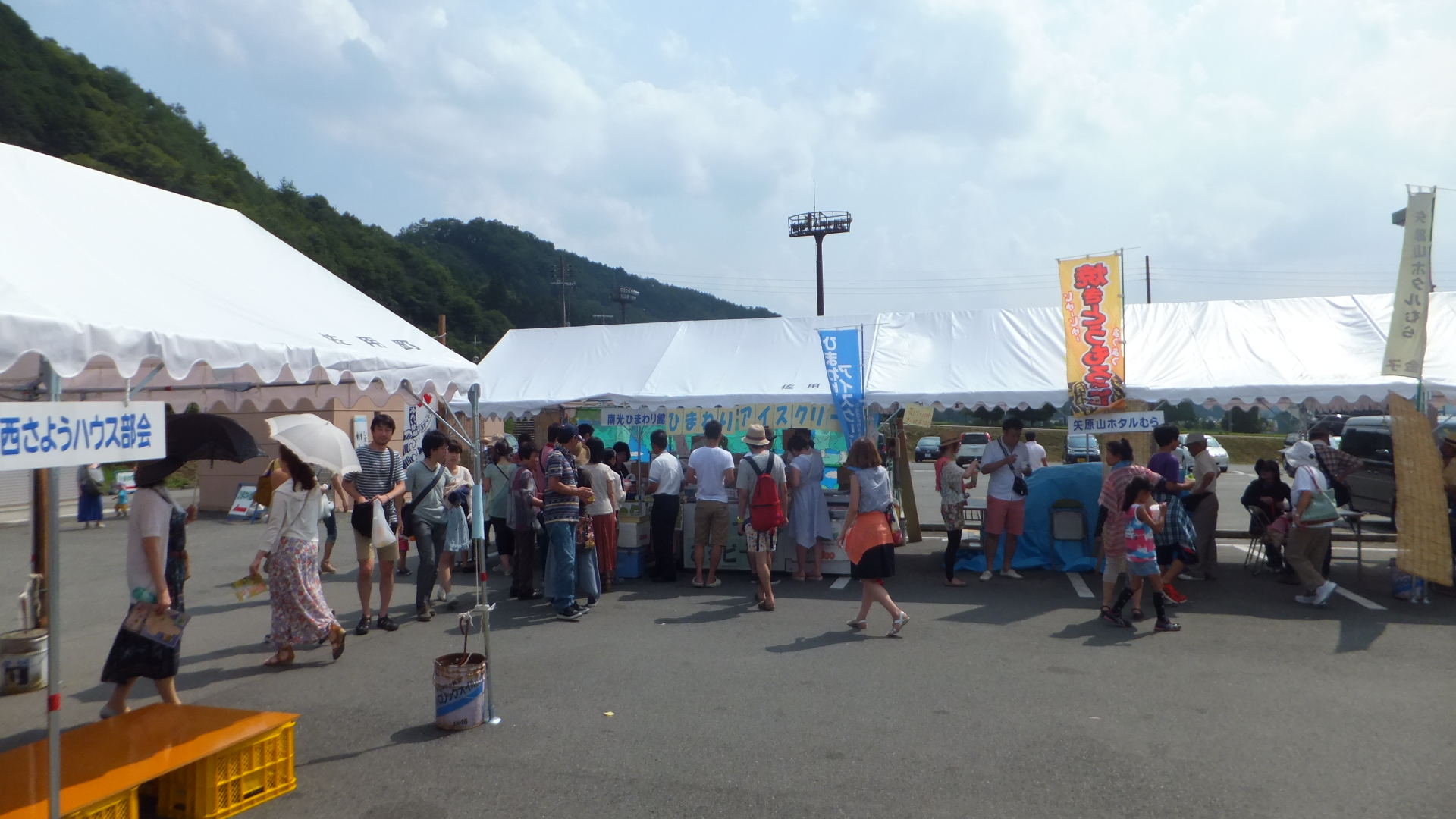
物産テント村

## アクセス
- JR西日本姫新線播磨徳久駅下車徒歩約20分

## 周辺
- 道の駅宿場町ひらふく